# John Kingman
Pour les articles homonymes, voir Kingman.
Sir John Frank Charles Kingman (né le 28 août 1939) est un mathématicien britannique,.
Il est professeur titulaire de la chaire NM Rothschild & Sons de mathématiques et directeur de l'Institut Isaac-Newton à l'université de Cambridge de 2001 jusqu'en 2006 quand il est remplacé par Sir David Wallace. Il est célèbre pour le développement des mathématiques de la théorie de la coalescence, un modèle théorique de l'héritage, ce qui est fondamental pour la génétique moderne des populations.

## Biographie
Petit-fils d'un mineur de charbon, et fils d'un scientifique du gouvernement avec un doctorat en chimie, Kingman est né à Beckenham, dans le Kent, et il grandit dans la banlieue de Londres, où il étudie au Christ's College (en), à Finchley, qui était alors une grammar school nationale. Il a reçu une bourse d'études pour étudier les mathématiques au Pembroke College, à Cambridge, en 1956. Après l'obtention de son diplôme en 1960, il a commencé à travailler sur sa thèse de doctorat sous la supervision de Peter Whittle, en étudiant la théorie des files d'attente, les chaînes de Markov et les phénomènes de régénération. Un an plus tard, Whittle quitte Cambridge pour l'université Victoria de Manchester, et, plutôt que de l'y suivre, Kingman part de son côté à l'université d'Oxford, où il a repris son travail sous la direction de David George Kendall. Après une autre année, Kendall est nommé à une chaire de professeur à l'université de Cambridge et ainsi Kingman y retourne. Toutefois, il est revenu en tant que membre du personnel enseignant (et fellow du Pembroke College) et n'a jamais terminé son doctorat.

Il a épousé Valérie Cromwell en 1964. Ils ont deux enfants dont John Oliver Frank Kingman (en). En 1965, il accepte le poste de lecteur à l'université du Sussex, où elle enseigne, et il est nommé professeur de mathématiques et de statistique l'année suivante. Il a occupé ce poste jusqu'en 1969, quand il part pour l'université d'Oxford en tant que professeur de mathématiques, un poste qu'il a occupé jusqu'en 1985. Il a dit de ce poste :
Les statistiques en 1969 à Oxford était franchement un désastre. Il n'y avait pas de professeur de statistiques, la seule chaire ayant été supprimée quelques années auparavant...[Maurice Bartlett et moi avons milité pour persuader Oxford de prendre les statistiques au sérieux.

## Prix et distinctions
En 1962, il est lauréat du prix Smith. La London Mathematical Society a décerné à Kingman son prix Berwick en 1967. Kingman a été élu Fellow de la Royal Society (FRS) en 1971, et il reçoit la médaille royale en 1983 « en reconnaissance de ses remarquables recherches sur la théorie des files d'attente, sur les phénomènes de régénération, et sur les mathématiques de la génétique ».
Il a également reçu la médaille Guy en argent par la Royal Statistical Society en 1981, puis la médaille Guy d'or en 2013. Au cours de son séjour à Oxford, en même temps qu'une Bourse au St Anne's College de 1978 à 1985, Kingman a également présidé le Science and Engineering Research Council (SERC, actuellement l'Engineering and Physical Sciences Research Council (en), EPSRC) de 1981 à 1985, il a été vice-président de l'Institute of Statisticians de 1978 à 1992 et il a occupé des postes de visiteur à l'université d'Australie-Occidentale (1974) et à l'université nationale australienne (1978).

## Responsabilités
En 1985 Kingman est fait chevalier par la reine Élisabeth II pour son travail au SERC. En octobre de cette même année, il est élu vice-chancelier de l'université de Bristol. Il est resté à Bristol jusqu'en 2001, lorsqu'il prend ses fonctions à l'Institut Isaac-Newton à Cambridge. Peu de temps après la prise de fonction, Kingman a attiré l'attention des médias pour avoir le troisième plus important salaire des vice-chanceliers britanniques, et ce après avoir presque doublé au cours de sa dernière année à ce poste, à un moment où la plupart des universitaires reçoivent une augmentation de leur rémunération de 3% environ.
Pendant son temps à Bristol, il a également eu un certain nombre d'autres responsabilités. Dans le domaine universitaire, il est président de la Royal Statistical Society de 1987 à 1989 et président de la London Mathematical Society de 1990 à 1992. Dans le service public, il est membre du conseil d'administration du British Council de 1986 à 1991 et membre du Conseil d'administration du British Technology Group (en) de 1986 jusqu'à sa privatisation en 1992. Il a également occupé des fonctions de directeur dans un certain nombre d'entreprises industrielles, dont IBM de 1985 à 1995 et SmithKline Beecham de 1986 à 1989.
En 1987-88, Kingman préside la commission d'enquête sur l'enseignement de la langue anglaise. En 2000, le chancelier de l'Échiquier le nomme premier président de la Commission de la statistique (en), l'organisme qui supervise le travail de l'Office for National Statistics, l'agence de statistique du gouvernement britannique. En 2002 Kingman a attiré l'attention des médias,, en annonçant devant le Treasury Select Committee (en) de la Chambre des communes que le recensement de 2011 pourrait être mené à l'aide des nouvelles technologies, plutôt que la méthode traditionnelle, voire pas mené du tout.
Kingman a reçu des doctorats honorifiques des universités de Sussex, Southampton, Bristol, l'université de l'Ouest de l'Angleterre, et de l'Université Queen's en Ontario.